# Henri Chardon (Jurist, 1834)
Henri-Achille Chardon (* 28. November 1834 in Mamers; † 28. Dezember 1906) war ein französischer Jurist, Romanist und Historiker.

## Leben
Chardon schloss 1857 ein Jurastudium ab und war als Anwalt tätig. Seine Leidenschaft galt der Geschichte und Literaturgeschichte der Region Pays de la Loire, zu der er zahlreiche Arbeiten publizierte.
 Er darf nicht mit Henri Chardon (1861–1939) verwechselt werden.

## Werke (Auswahl)
- Les Vendéens dans la Sarthe, 2 Bde., Le Mans 1869–1871; 3 Bde., Mayenne 1976
- La Troupe du Roman comique dévoilée et les comédiens de campagne au XVIIe siècle, Le Mans 1876
- La Vie de Rotrou mieux connue, Paris 1884, Genf 1970
- Nouveaux documents sur les comédiens de campagne, la vie de Molière et le théâtre de collège dans le Maine, 2 Bde., Paris 1886–1905
- Scarron inconnu et les types des personnages du "Roman comique", 2 Bde., Paris 1903–1904, Genf 1970
- Robert Garnier. Sa vie, ses poésies inédites, 1905, Genf 1970